# Nicholas Braun

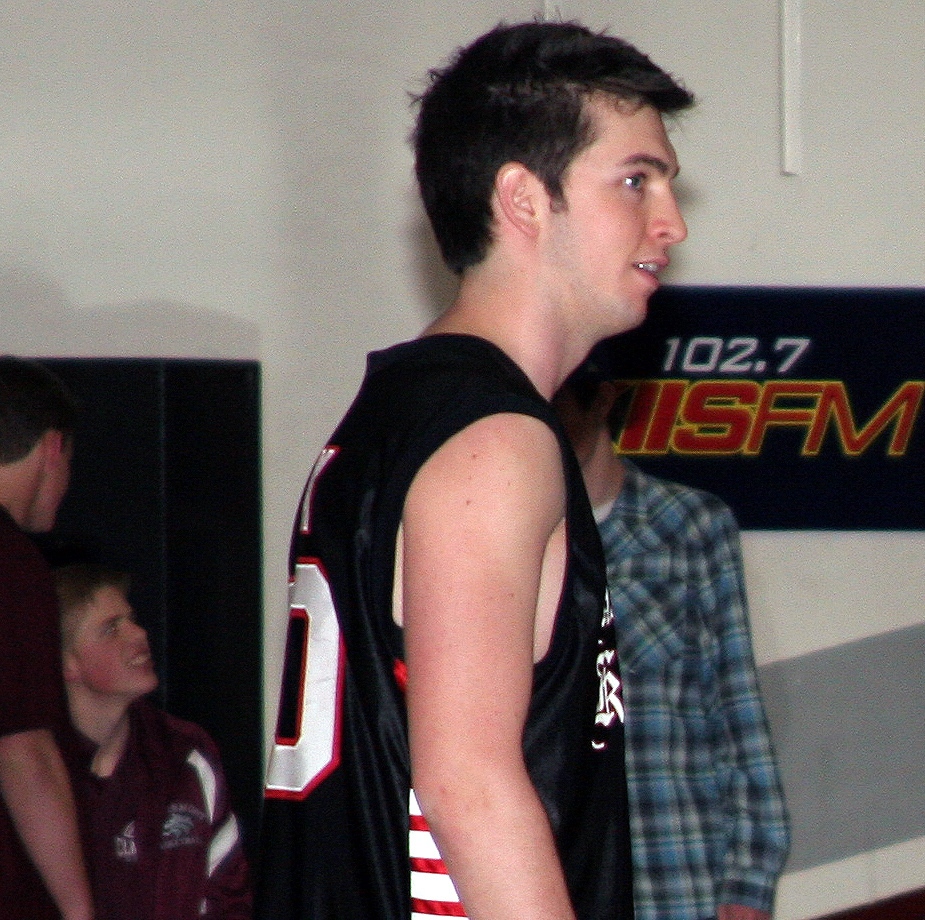
Nicholas Braun

Nacholas Braun là một diễn viên điện ảnh và truyền hình Mỹ. Anh sinh ngày 1 tháng 5 năm 1988 tại Long Island, New York, Mỹ.
Nickname: Nick
Cao: 1m96Actor:
1. Princess Protection Program (2008) (TV) (filming).... Ed
2. Minutemen (2008) (TV).... Zeke Thompson
3. "Shark".... Craig (1 episode, 2007)

- Teacher's Pet (2007) TV episode.... Craig
1. "Without a Trace".... Zander Marrs (1 episode, 2006)

... aka W.A.T (USA: short title) 
- Fade-Away (2006) TV episode.... Zander Marrs
1. Comedy Central Thanksgiving Wiikend: Thanksgiving Island (2006) (TV).... Mike Bixby
2. Sky High (2005).... Zach
3. Carry Me Home (2004) (TV).... Zeke
4. "Law & Order: Special Victims Unit".... Kid (1 episode, 2002)

... aka Law & Order: SVU (USA: promotional abbreviation) 
... aka Special Victims Unit (New Zealand: English title) 
- Surveillance (2002) TV episode.... Kid
1. Walter and Henry (2001) (TV).... Henry

## Danh sách các phim đã tham gia

### Điện ảnh
- Princess Protection Program (2008) vai Ed
- Minutemen (2008) vai Zeke Thompson
- Sky High (2005) vai Zach Braun / Zack Attack
- Carry Me Home (2004) as ZekeItalic text